# Сісіньйо Гонсалес Мартінес
Сісіньйо Гонсалес Мартінес (ісп. Sisinio González Martínez; нар. 22 квітня 1986, Альбасете) — іспанський футболіст, півзахисник клубу «Токусіма Вортіс». Виступав, зокрема, за клуб «Валенсія», а також молодіжну збірну Іспанії.

## Клубна кар'єра
Народився 22 квітня 1986 року в місті Альбасете. Вихованець футбольної школи клубу «Валенсія».
У дорослому футболі дебютував 2003 року виступами за команду клубу «Валенсія Месталья», в якій провів один сезон, взявши участь у 10 матчах чемпіонату.
Своєю грою за цю команду привернув увагу представників тренерського штабу клубу «Валенсія», до складу якого приєднався 2004 року. Відіграв за валенсійський клуб наступні чотири сезони своєї ігрової кар'єри.
Згодом з 2004 по 2017 рік грав у складі команд клубів «Еркулес», «Реал Вальядолід», «Рекреатіво», «Реал Вальядолід», «Осасуна», «Сувон Самсунг Блювінгз», «Лех», «Верія» та «Ґіфу».
До складу клубу «Токусіма Вортіс» приєднався 2018 року. Станом на 21 жовтня 2018 року відіграв за команду з Токусіми 37 матчів в національному чемпіонаті.

## Виступи за збірні
2002 року дебютував у складі юнацької збірної Іспанії, взяв участь у 19 іграх на юнацькому рівні, відзначившись одним забитим голом.
Протягом 2007—2009 років залучався до складу молодіжної збірної Іспанії. На молодіжному рівні зіграв у 12 офіційних матчах, забив 2 голи.